# Roßmühle (Broich)
Die Roßmühle war eine Wassermühle.

## Geographie
Die Roßmühle lag am Brunbecker Graben im Ortsteil Broich in der Mittelstadt Wegberg im Kreis Heinsberg. Ein vorgelagerter Mühlenteich diente als Wasserspeicher für den Mühlenbetrieb. Die Geländehöhe liegt bei 75 m ü. NN.

## Gewässer
Der Brunbecker Graben -früher Brunbeek genannt- ist heute ein Entwässerungsgraben von ca. 1000 m Länge für die Orte Brunbeck und Broich, der am Ortseingang von Watern in die Schwalm mündet. An der Straßeneinmündung In Broich / Mühltalweg ist heute noch ein Weiher vorhanden.  Die Pflege und Unterhaltung des Gewässers obliegt dem Schwalmverband, der in Brüggen seinen Sitz hat.

## Geschichte
In Wegberg-Harbeck/Venn lag das alte geldrische Lehen „Roßweide“ mit 60 Morgen Land. Im Jahre 1402 empfing Joris von Eggenraide das Lehen von Herzog Karl von Geldern. Im Jahre 1548 empfing der Lehen der Johann von Nesselrode, der die Burgherrin von Wegberg geheiratet hatte. In den Rentenbüchern der Pfarrkirche Wegberg von 1711 heißt es: Peter Arets, der Aquaris Müller. Ferner ein anderes Mal: Veit der Aquaris Müller und Peter der Aquaris Müller (d. h. der Wassermüller im Gegensatz zum Windmüller) hat an den Pastor zu Wegberg zu liefern: Einen Malter Roggen, Termin Remigii–Tag (1. Oktober). Ein Rechtsstreit des Verwalters Byll von 1705–1737 belegt, dass es sich in Watern um ein Abspliss des Roßweider Lehens handelt.
Danach scheint in dem heutigen Ortsteil Broich eine Wassermühle betrieben worden zu sein. In der Nähe des Hauses Hemshorn war in früheren Jahren noch ein „Stau“ festzustellen; der Bach hat sich verlaufen, das Bachbett ist teilweise noch zu erkennen. An der heutigen Biberfarm wurde das Wasser der „Brunbeek“ gestaut und bildete einen kleinen Weiher. Der Name „Roßweiher, Roßweide“ rührt wohl daher, dass die Pferde von Schloss Tüschenbroich dort ihre Tränke oder Schwemme hatten.